# Jesus Maria Herrero Gomez
Jesus Maria Herrero Gomez (Zaragoza, 10 februari 1984) is een Spaanse voetballer, beter bekend onder de naam Chus. Hij speelt als verdediger.
Nadat hij tijdens het seizoen 2003-2004 zijn debuut maakt in de Tercera División met Univ. Zaragoza, stapt hij in het seizoen 2004-2005 over naar Real Zaragoza. Daar wordt hij geïntegreerd in de B ploeg die uitkomt in de Segunda División B. Zijn opmars wordt beloond na anderhalf seizoen door zijn intrede in de A ploeg (Primera División) tijdens de elfde speeldag van het seizoen 2005-2006 tegen Racing de Santander. Tijdens hetzelfde kampioenschap kent hij zijn grootste succes als verliezend finalist van de Copa del Rey.
Het derde seizoen wordt echter afgesloten op de achttiende plaats met een degradatie als gevolg. Dit slechte seizoen wordt onmiddellijk rechtgezet met een tweede plaats in de Segunda División A met een promotie als beloning. Na dit promotiejaar is er echter geen plaats meer voor Chus Herrero en stapt hij over naar het net naar Segunda División A gepromoveerde FC Cartagena.  Ondanks blessureleed kon hij kon bevestigen en was een van de publieksliefhebbers van de ploeg die uiteindelijk vijfde eindigde en lang uitzicht had op een promotie naar het hoogste niveau in het Spaans voetbal.  Ook tijdens het moeilijkere seizoen 2010-2011, de ploeg eindigde na een teleurstellende terugronde slechts op de dertiende plaats, was hij een van de sterkhouders.  Het derde seizoen werd een mislukking voor de ploeg met degradatie als gevolg, maar ook Chus bleef als een van de enige spelers acteren op zijn niveau.
Het werd dan ook snel duidelijk dat hij de ploeg niet zou volgen en begin juli 2012 tekende hij voor twee seizoenen bij Girona FC, een ploeg die na een grote remonte zijn behoud in de Segunda División A wel had kunnen veilig stellen.  Daar vond hij twee gewezen ploegmaats van Cartagena Antonio Moral Segura en Cristian Urbistondo Lopez terug.  Ook bij deze Catalaanse ploeg eiste hij onmiddellijk een basisplaats op.  Het tweede seizoen werd zowel voor speler als ploeg een moeilijke beproeving.  Vanaf januari 2014 kreeg hij gezelschap van zijn gewezen teamgenoot van FC Cartagena, Jesús Rodríguez Tato.  Op de laatste speeldag van de competitie werd het behoud afgedwongen.
Voor het seizoen 2014-2015 stapte hij over naar het net naar Segunda División A gedegradeerde Real Valladolid.  Op het einde van het seizoen kon de ploeg zijn ambitie om terug te keren naar het hoogste niveau niet waar maken.  Daarom werd zijn contract niet verlengd.
Voor het seizoen 2015-2016 keerde hij naar UE Llagostera, dat net naar de Segunda División A gestegen was.  De ploeg eindigde echter op de twintigste plaats, wat niet voldoende was om het behoud te bewerkstelligen.  Dat was ook de reden waarom zijn contract niet verlengd werd.
Tijdens het seizoen 2016-2017 zou hij voor de eerste keer zijn geluk opzoeken in het buitenland en dit bij het Cypriotische Anorthosis Famagusta.  Deze ploeg speelde op het hoogste niveau van zijn land.
Tijdens het seizoen 2017-2018 tekende hij voor Albacete Balompié, een ploeg die net haar plaats in de Segunda División A heroverd had.  De ploeg kon tijdens dit eerste seizoen haar plaats behouden.  De speler tekende bij voor het seizoen 2018-2019, maar speelde in de heenronde maar drie wedstrijden.  
Om deze reden stapte hij tijdens de winterstop over naar reeksgenoot Córdoba CF.  Deze ploeg bevond zich met haar voorlaatste plaats in de degradatiezone.  Ondanks de versterkingen stond de ploeg bij het einde van het seizoen daar nog steeds en volgde degradatie.  Hij zou tijdens het seizoen 2019-2020 de ploeg volgen naar de Segunda División B.  
Tijdens de winterstop zou hij overstappen naar SD Tarazona, een ploeg uit de Tercera División.  De ploeg zou tijdens dat seizoen 2019-2020 kampioen van haar reeks worden en tijdens de play offs de promotie afdwingen.  In het begin van het seizoen 2020-2021 volgde de speler de ploeg naar de Segunda División B.  Op het einde van dit laatste seizoen van deze reeks kon de ploeg voor seizoen 2021-2022 een plaats afdwingen in de Segunda División RFEF, het nieuwe vierde niveau van het Spaans voetbal.  De speler volgde nogmaals de ploeg.
Vanaf seizoen 2022-2023 speelde hij voor reeksgenoot CD Brea.
Het daaropvolgende seizoen daalde hij af naar het vijfde niveau van het Spaanse voetbal door een contract bij CD Cuarte te tekenen.  Op het einde van het seizoen 2023-2024 werd de ploeg vice-kampioen op twee punten van SD Ejea.  Zo plaatste de ploeg zich voor de eindronde, waar in de eerste ronde CD Ebro uitgeschakeld werd na twee 1-1 gelijkspelen en dit op basis van betere einduitstlag.  In de volgende ronde was CD Laredo de tegenstander.